# Javier Camarena

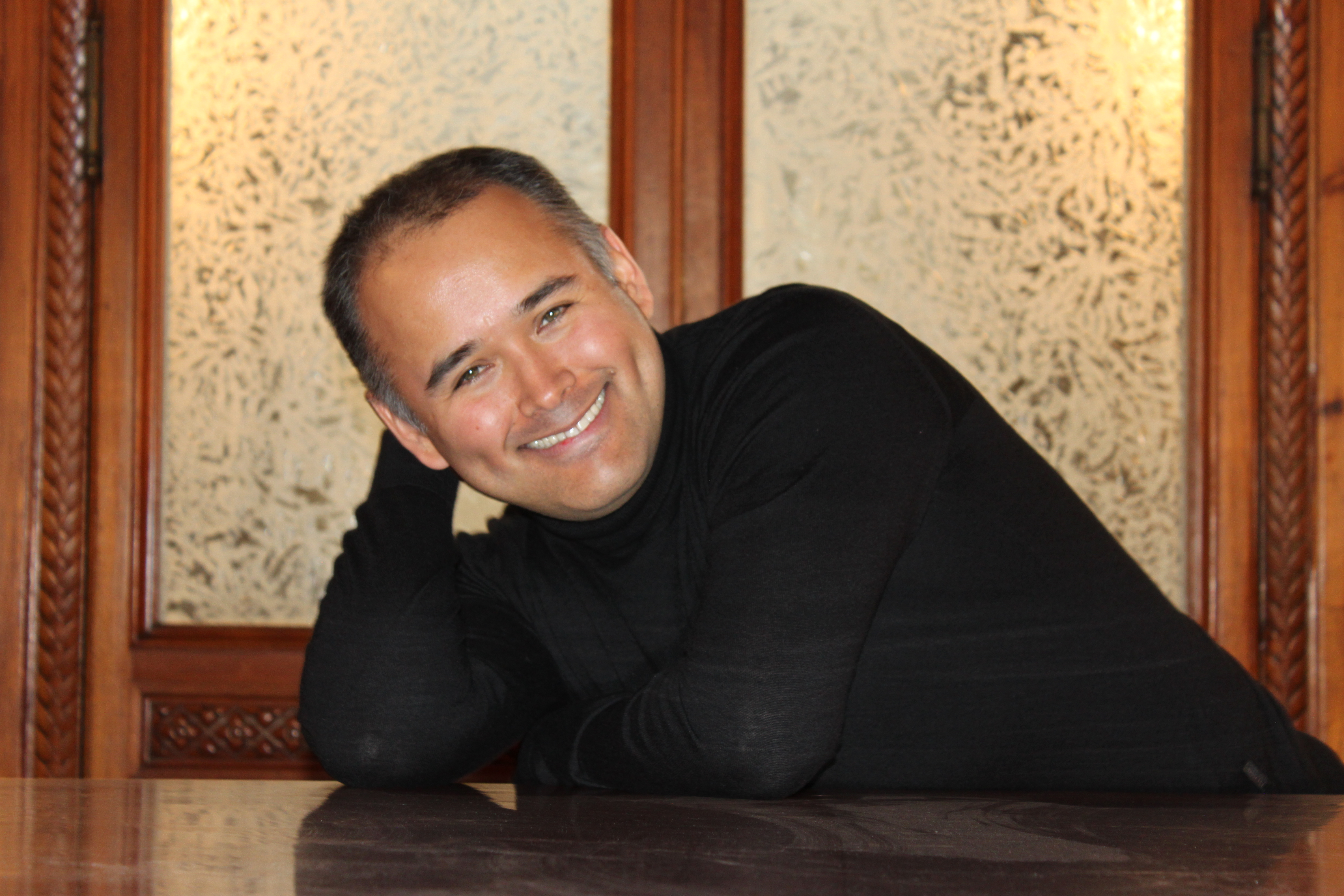
Javier Camarena

Javier Camarena (* 26. März 1976 in Xalapa, Veracruz) ist ein mexikanischer Tenor, der besonders für seine Leistungen im Belcanto-Repertoire bekannt ist.

## Leben und Wirken
Camarena studierte zunächst mit der Mezzosopranistin Cecilia Perfecto an der Universidad Veracruzana und später bei Hugo Barreiro und Maria Eugenia Sutti an der Universität von Guanajuato.
2004 gewann er einen ersten Preis im Gesangswettbewerb Carlo Morelli in Mexiko und im Folgejahr den Premio Juan Oncinas im Concurso Francisco Viñas von Barcelona.
2004 debütierte Camarena am Palacio de Bellas Artes in Mexiko-Stadt als Tonio in Donizettis La fille du régiment. Weitere anspruchsvolle Donizetti-Rollen, die er dort sang, waren Nemorino in L’elisir d’amore und Ernesto in Don Pasquale. Er war außerdem als Belmonte in Die Entführung aus dem Serail zu hören.
Seit 2007 ist Javier Camarena Ensemblemitglied des Opernhauses Zürich, mit Francisco Araiza als Gesangslehrer und Berater. Dort sang er unter anderem den Almaviva in Paisiellos Il barbiere di Siviglia sowie in Rossinis Il barbiere di Siviglia. Sein Rossini-Repertoire ergänzte Camarena bald um die Partien des Lindoro (L’italiana in Algeri), des Osiride (Mosè in Egitto) und um die Titelrolle in Le comte Ory. Er sang außerdem Mozarts Belfiore (La finta giardiniera) und Ferrando (Così fan tutte), sowie in Neuproduktionen auch den Fileno in Haydns La fedeltà premiata, den Nadir in Bizets Les pêcheurs de perles, sowie Verdis Fenton (Falstaff) und Cassio (Otello).
Gastengagements führten ihn an die Pariser Opéra, wo er wiederum als Almaviva und Lindoro, sowie als Elvino in Bellinis La sonnambula, und als Rossinis Giacomo V (La donna del lago) und Ramiro (La Cenerentola) auftrat. Später sang er an auch der Wiener Staatsoper (Almaviva, Lindoro), an der Metropolitan Opera (Almaviva), in Köln (Lindoro), Brüssel, Düsseldorf und Dresden (Ramiro).
Weitere Glanzrollen Camarenas sind der Arturo in I puritani, Gualtiero in Il pirata, Edgardo in Lucia di Lammermoor und der Herzog von Mantua in Rigoletto.
Auf dem Konzertpodium war er mit führenden mexikanischen Orchestern sowie mit dem Cleveland Orchestra unter Franz Welser-Möst und den Hamburger Symphonikern zu hören. Mit dem Orchestra Mozart unter Claudio Abbado gab er 2012 sein Debüt bei den Salzburger Festspielen.
Im April 2014 ist er der dritte Tenor in der Geschichte der Metropolitan Opera, der eine Zugabe angeführt hat, als er die Arie „Si, ritrovarla io giuro“ aus der Oper La Cenerentola sang. Zuvor hatten dies nur Luciano Pavarotti 1994 mit Tosca, Juan Diego Flórez 2008 mit La Fille du Regiment und 2010 mit L’elisir d’amore gemacht.
2016 war er für den International Opera Award als bester Sänger nominiert.
Javier Camarena ist verheiratet und hat zwei Kinder; er lebt in Zürich (Stand 2021).

## Auszeichnungen
- 2004: Erster Preis beim mexikanischen Carlo-Morelli-Gesangswettbewerb
- 2005: Sonderpreis „Juan Oncina“ beim internationalen Francisco-Viñas-Gesangswettbewerb in Barcelona
- Persönlichkeit des Jahres (in der Kategorie Musik): Revista Esquire Latinoamérica[3]
- 2022: CD des Monats im Fachmagazin Oper! für das Album „Signor Gaetano“[4]